# Этнические чистки в Южной Осетии
Этнические чистки в Южной Осетии — массовое изгнание этнических грузин, проходившее в Южной Осетии и других территориях Грузии, фактически контролируемых Россией. Чистки проходили во время и после войны в Грузии 2008 года. В результате этнических чисток как минимум 20 тысяч этнических грузин были изгнаны из региона.
Международная правозащитная организация Human Rights Watch сделала вывод, что «Южноосетинские силы пытались провести этническую чистку» на населенных грузинами территориях. В 2009 году Парламентская ассамблея Совета Европы приняла резолюцию, которая осудила «этнические чистки и другие нарушения прав человека в Южной Осетии, а также неспособность России и фактических властей Южной Осетии остановить это и привлечь виновных к ответственности». Согласно отчету независимой Международной миссии по установлению фактов по конфликту в Грузии, которую спонсировал Европейский Союз с сентября 2009 года, «несколько элементов свидетельствуют, что этнические чистки проводились против этнических грузин в Южной Осетии как во время, так и после конфликта в августе 2008 года».
Согласно переписи населения в Южной Осетии 2016 года, проведенного осетинской администрацией, 3966 этнических грузин остались в Южной Осетии, что составило 7 % от ее общего населения в 53 532 человек.

### Международные суды
21 января 2021 года решением Европейского суда по правам человека (ЕСПЧ) российские и южноосетинские войска были признаны виновными в препятствовании возвращению тысяч насильственно перемещенных грузин на свою территорию в Южной Осетии.
Международный уголовный суд завершил расследование ситуации в Грузии в декабре 2022 года, выдав ордера на арест трех де-факто южноосетинских чиновников, считающихся ответственными за военные преступления, совершенные во время войны 2008 года, Михаила Миндзаева, Гамлета Гучмазова и Давида Санакоева, занимавших в соответствующее время посты министра внутренних дел, начальника следственного изолятора в Цхинвале и представителя президента Южной Осетии по правам человека. Четвертому подозреваемому, российскому генералу Вячеславу Борисову, обвинения предъявлены не были, так как он умер в 2021 году.